# Jerzy Reiser
Jerzy Reiser (ur. 3 marca 1952 w Krakowie, zm. 2 lipca 2007) – inżynier, poeta, autor tekstów i kompozytor piosenek turystycznych oraz utworów nurtu Krainy Łagodności, gitarzysta, lider grupy muzycznej „Zespół Browar Żywiec”.

## Kariera artystyczna
Ukończył II Liceum Ogólnokształcące im. Króla Jana III Sobieskiego w Krakowie, następnie podjął studia na Politechnice Krakowskiej, gdzie w 1974 związał się z grupą śpiewających kolegów z wydziału. Stał się liderem grupy, która przyjęła nazwę „Zespół Browar Żywiec”. Pisał dla niej piosenki (muzykę i słowa), które również wykonywał, śpiewając i grając na gitarze. Pod jego wpływem od 1975 w repertuarze zespołu zaczęły się pojawiać formy typowe dla nurtu Krainy Łagodności, wypierając stylistykę folkloru rajdowego.
Na Ogólnopolskiej Turystycznej Giełdzie Piosenki Studenckiej w Szklarskiej Porębie grupa otrzymała w 1974 nagrodę dziennikarzy, natomiast 2 lata później pierwsze miejsce za piosenkę Wielki Wóz autorstwa Reisera. W 1976 zespół został uznany za rajdową grupę roku podczas Przeglądu Piosenki Turystycznej Bazuna w Krynicy Morskiej. W 1977 roku „Zespół Browar Żywiec” otrzymał Grand Prix Yapa 77 za utwór W leśniczówce oraz Grand Prix w Szklarskiej Porębie za całość programu. Występy grupy na Studenckim Festiwalu Piosenki w Krakowie zostały dwukrotnie wyróżnione w 1977 i 1978.
Utwory Jerzego Reisera zostały opublikowane w większości śpiewników turystycznych. We współpracy z krakowskim Teatrem Scena STU w 1989 nagrał jedyną kasetę, z której potem wyprodukowano CD. Ostatni jego występ jako lidera „Zespołu Browar Żywiec” miał miejsce w kwietniu 2007 w pubie Keja w Łodzi.
Był również gitarzystą i wokalistą zespołu „The Noon” grającego standardy lat 60. i 70. oraz wieloletnim członkiem krakowskiego Chóru Mariańskiego.

## Twórczość
Najbardziej znane piosenki autorstwa Jerzego Reisera:
- Jaworzyna (I nagroda na festiwalu YAPA w 1978)
- Nie chodź tam
- Niespokojne morze (wyróżnienie na XIV Studenckim Festiwalu Piosenki w 1977)
- Panna kminkowa (nominacja do występu na festiwalu w Opolu i wyróżnienie na XV Studenckim Festiwalu Piosenki w 1978)
- Wieczór
- Wielki Wóz (I nagroda na Ogólnopolskiej Turystycznej Giełdzie Piosenki Studenckiej w Szklarskiej Porębie w 1976).

Nagroda specjalna im. Jerzego Reisera przyznawana jest autorom najlepszych tekstów piosenek wykonywanych podczas Ogólnopolskiego Przeglądu Piosenki Turystycznej Nocnik w Łęczycy.

## Działalność zawodowa
Po ukończeniu studiów na Wydziale Budownictwa Lądowego Politechniki Krakowskiej zawodowo zajmował się planowaniem przestrzennym, budownictwem drogowym i inżynierią ruchu. W roku 1981 projekt współautorstwa Jerzego Reisera, odpowiadającego za komunikację, otrzymał wyróżnienie w konkursie na koncepcję przestrzenno-programową nowej dzielnicy Poznania — Owińsk. Pod koniec życia pracował w Wydziale Planowania i Funduszy Europejskich Urzędu Miasta Krakowa.